# Kazlıköy, Ardahan
Kazlıköy là một xã thuộc thành phố Ardahan, tỉnh Ardahan, Thổ Nhĩ Kỳ. Dân số thời điểm năm 2010 là 132 người.